# A Rúa
A Rúa – gmina w Hiszpanii, w prowincji Ourense, w Galicji, o powierzchni 35,91 km². W 2011 roku gmina liczyła 4695 mieszkańców.